# Amarynthis peruana
Amarynthis peruana är en fjärilsart som beskrevs av Felix Bryk 1953. Amarynthis peruana ingår i släktet Amarynthis och familjen Riodinidae. Inga underarter finns listade i Catalogue of Life.